# Història de la meva mort
Història de la meva mort és un film dirigit per Albert Serra i Juanola estrenada el 2013 i protagonitzada per Vicenç Altaió, Eliseu Huertas i Lluís Serrat, entre d'altres.

## Temàtica
Com tots els films de Serra, Història de la meva mort presenta una estructura de road movie. El film se centra en la transició entre el segle xviii, el del racionalisme, el segle de les llums i la sensualitat, i els principis del segle xix, el del romanticisme, l'obscurantisme i la violència. Dues famoses figures personifiquen aquests mons, Casanova i Dràcula. A França, en una atmosfera de corrupció i alegria artística, un veterà marquès, sempre acompanyat pel seu servent de les terres del nord, viu en un petit poble agrícola envoltat de boscos. El Marquès és conegut per les seves espectaculars conquestes sexuals. No obstant això, amb l'arribada del Comte, l'atmosfera al petit poble arriba a ser fosca i opressiva, i ens porta a un sobtat, estrany i misteriós final.

## Fitxa artística
- Direcció i guió: Albert Serra i Juanola
- Actors: Vicenç Altaió, Lluís Serrat, Noelia Rodenas, Clara Visa, Montse Triola, Mike Landscape, Lluís Carbó, Clàudia Robert i Xavier Pau
- Producció: Andergraun Films i Capricci Films
- Producció associada amb Televisió de Catalunya

## Premis
- 2013: Festival de Locarno: Millor pel·lícula (Lleopard d'Or)
- 2014: Puma de Plata al millor director de la secció internacional de Festival Internacional de Cinema UNAM[1]

## Crítiques
| «                                   | Serra és un cineasta únic i la seva pel·lícula també ho és (...) No és un cinema fàcil però ofereix recompenses: magnífiques imatges d'exteriors, amb composició pictòrica i un tractament del color molt saturat, buscant els contrastos. | » |
| — Pablo González Taboada: Cinemanía | |   |

| «                             | Radical, però amb poc interès, ni formal ni narratiu (...) porta la durada fins a les innecessàries dues hores i mitja (...) Serra ven provocació. A Locarno la hi van comprar. En aquesta crítica, no | » |
| — Javier Ocaña: Diari El País | |   |

| «                               | Està descompensada (...) Si es tractava de convertir la malaptesa en art-o la merda en or, com es diu en el film-, Serra s'ha quedat a mig camí | » |
| — Sergi Sánchez: Diari La Razón | |   |

| «                           | Cobra tot el sentit al final d'aquest film extraordinari (...) una innegable bellesa absolutament inconformista i antiacadèmica (...) Puntuació: ★ ★ ★ ★ ★ (sobre 5) | » |
| — Philipp Engel: Fotogramas | |   |